# Hanna Barker
Hanna Marie Barker (1996. május 14. –) amerikai női labdarúgó, az olasz Napoli középpályása.

## Pályafutása

### Klubcsapatokban
A texasi születésű Barker egyetemi évei alatt a Stephen F. Austin Állami Egyetemen kezdte el pályáját. Négy szezont húzott le a Jacksnél, ahol első évében remek játéka mellett az év góljával kiérdemelte az Év újonca elismerést az NCAA-nél. Következő szezonjaiban is csapata hasznos tagjaként vehetett részt az egyetemi bajnokságban.
2017-ben Izlandra igazolt a FH Hafnarfjörður gárdájához, de a borzalmas idényt produkáló klubtól kölcsönben az ÍR Reykjavíkhoz távozott a bajnokság hátralévő részében. Összesen három gólt szerzett 20 mérkőzésen a szigetországban.
A NBI-ben szereplő DVTK 2019. február 8-án jelentette be szerződtetését és négy év alatt a pályán és a klub utánpótlás-nevelésében is aktív szerepet vállalt. 71 mérkőzésen 35 gólt termelt, emellett egy bajnoki bronzérmet és egy magyar kupa-ezüstöt szerzett.
A 2022–23-as idényben a Ferencváros színeiben bajnoki címet szerzett.
Szerződése lejártával szabadon igazolhatott a török élvonalban érdekelt Fatih Karagümrük együtteséhez, ahol egy szezonon keresztül segítette csapatát, majd újabb egy évvel hosszabbította meg törökországi tartózkodását és a 2024–25-ös bajnokságban a Fatih Vatanspor színeibe öltözött.
2025. július 17-én az olasz élvonalbeli Napoli csapatához írt alá egy évre.

## Sikerei

### Klubcsapatokban
Magyar bajnok (1):
- Ferencváros (1): 2022–23

 Magyar bajnoki bronzérmes (1):
- Diósgyőri VTK (1): 2018–19

 Magyar kupadöntős (1):
- Diósgyőri VTK (1): 2018–19